# Tanzwissenschaft
Tanzwissenschaft ist die wissenschaftliche Beschäftigung mit dem vielschichtigen Phänomen Tanz in seiner historischen, kulturellen, ästhetischen und sozialen Entwicklung. Tanzwissenschaft ist eine geisteswissenschaftliche Disziplin, die eine enge Verbindung zur Musik-, Theater- und Kulturwissenschaft aufweist.

## Einleitung
Tanz tritt in allen historischen und kulturellen Kontexten auf. Trotz seiner Flüchtigkeit ist Tanz ein Wissensspeicher von Körper- und Raumkonzepten und Bewegungen. Dabei stellt die Flüchtigkeit der Tanzbewegungen hohe Anforderungen an die Methoden der Tanzwissenschaft. Sie ist interdisziplinär angelegt und bezieht andere Einzelwissenschaften sowie bildende und darstellende Kunst ein.
Thematische Schwerpunkte der Tanzwissenschaft sind u. a. die Tanzgeschichte, die Bewegungs- und Aufführungsanalyse, Tanznotationen und ästhetische Theorien des Tanzes vor allem im Rahmen der kulturwissenschaftlich orientierten Tanzwissenschaft. Teilbereiche der Tanzwissenschaft sind außerdem in Sozialwissenschaften angesiedelt: hierzu gehören Untersuchungen zur Tanzpädagogik, Tanz als soziales Phänomen und Tanztherapie. Die Erforschung des Tanzes als populäre Kultur und in anderen kulturellen und globalen Kontexten wurde zunächst und primär aus ethnologischer und anthropologischer Perspektive erforscht. Verbindungen zu den Naturwissenschaften werden über die Erforschung von motorischen, neurologischen und kognitiven Aspekten tänzerischer Bewegung hergestellt. Die zunehmende Etablierung von Tanzwissenschaft als universitäre Disziplin im deutschsprachigen Raum führt einerseits zu einem verstärkten Austausch und dem Auflösen disziplinärer Grenzen, andererseits zur Etablierung spezifischer Expertisen.

## Historische Entwicklung in Deutschland
Theoretische Abhandlungen zum Thema Tanz gibt es seit der Antike und in deutscher Sprache spätestens seit dem 16. Jahrhundert. Oft haben diese frühen deutschen Arbeiten einen religionswissenschaftlichen Ansatz, wie die wahrscheinlich weltweit erste Dissertation über den Tanz Dissertatio theologica circularis de saltatione christiano licita: ob einem Christen zu tantzen erlaubet sey? (Johann Peter Grünenberg, Universität Rostock 1704). Im 18. Jahrhundert wurde auch der künstlerische Tanz zum Gegenstand der deutschen Forschungsliteratur. Man brachte zu dieser Zeit Tanz und Wissenschaft bereits mit einer gewissen Selbstverständlichkeit in Verbindung. So stellte Johann Pasch 1707 fest, dass „wahre Tantz-Kunst [...] in Theoria eine Wissenschaft“' sei, und Carl Joseph von Feldtenstein leitete 1772 sein Werk über die Choreographie mit dem Satz „Die Tanzkunst ist eine angenehme Wissenschaft“' ein. Im 19. Jahrhundert bemühte sich in Deutschland insbesondere die 1873 gegründete Akademie der Tanzlehrkunst zu Berlin und unter ihren Mitgliedern namentlich Friedrich Albert Zorn um die Notation als Grundlage theoretischer (und praktischer) Auseinandersetzung mit Tanz.

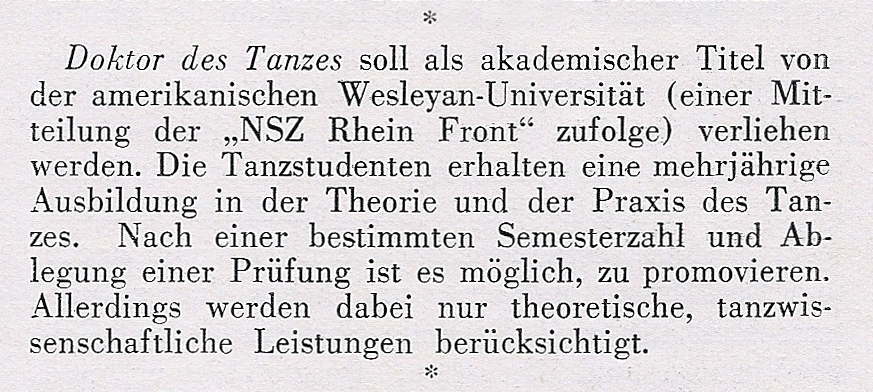
Promotion in Tanzwissenschaft 1935: in den USA (Aus: „Der Tanz“, H. 9 / September 1935, S. 17)

Zu Beginn des 20. Jahrhunderts formulierte Isadora Duncan ein zu dieser Zeit immer noch unerreichtes Ziel: „Und ich hoffe, wenn ich nur nicht nachgebe, eine Wissenschaft des Tanzes zu finden, mit ganz festen und sicheren und unantastbaren Gesetzen.“ Folgerichtig standen in der ersten Hälfte des 20. Jahrhunderts neben den bereits traditionellen tanzhistorischen Ansätzen vor allem Überlegungen zur Sicherung des transitorischen Untersuchungsgegenstandes im Mittelpunkt des tanzwissenschaftlichen Interesses. So entwickelte Rudolf von Laban eine neue Schrift zur Notation von Tanz, die Kinetographie oder Labanotation. Ein weiterer Autor eines Tanzschriftsystems bekundete 1929: „Ja, Tanzwissenschaft oder im weiteren Sinne Bewegungswissenschaft ist überhaupt in exakter Form erst denkbar durch den Gebrauch der Bewegungsschrift.“ Und der Tanzhistoriker Fritz Böhme baute in Berlin eine Sammlung aller zur wissenschaftlichen Untersuchung und Dokumentation des Tanzes geeigneten Materialien auf, ein Tanzarchiv (im Zweiten Weltkrieg zerstört).
Nach dem Zweiten Weltkrieg begann Kurt Peters in Hamburg 1948 mit dem Aufbau eines neuen, zunächst privaten Tanzarchivs und nannte die von ihm ab 1953 herausgegebene Fachzeitschrift ebenfalls Das Tanzarchiv. Peters siedelte 1965 mit Archiv und Zeitschrift nach Köln um; das Archiv wurde 1985 als Deutsches Tanzarchiv Köln von der SK Stiftung Kultur aufgekauft. 1957 gründete Kurt Petermann in Leipzig ein weiteres Tanzarchiv (zunächst Volkstanzarchiv, am Haus für Volkskunst). Von beiden Einrichtungen gingen fortan wichtige Impulse zur wissenschaftlichen Auseinandersetzung mit dem Tanz aus, wobei dem Leipziger Archiv ein „bedeutende[r] Anteil an der Herausbildung einer marxistischen Tanzwissenschaft“ bescheinigt wurde.

## Studium

### Studium: Geschichte
In Deutschland befanden sich der Tanz und die sich in Ansätzen entwickelnde Wissenschaft vom Tanz im Bereich der Ausbildung zunächst in einer Symbiose. Laban und Kurt Jooss hatten im Rahmen der Tänzerkongresse 1927 (Magdeburg) und 1928 (Essen) ein Exposé erarbeitet mit dem formulierten Ziel, eine „Zentrale Fortbildungsstätte für Bühnentanz und Bewegungswissenschaft“ aufzubauen.

1961 wurde in Köln von Aurel von Milloss in der Staatlichen Hochschule für Musik Köln, Abteilung Musikalisches Theater, das Institut für Bühnentanz eingerichtet. Es bestand aus einer Fachschule für Bühnentänzer, die verwaltungsmäßig der Rheinischen Musikschule der Stadt Köln angegliedert wurde, und einer Hochschule für künstlerischen Tanz. Letztere hatte fünf Abteilungen oder Studienrichtungen für ein jeweils viersemestriges Studium, und eine davon war die Abteilung für Tanzwissenschaft. Auch die „Wissenschaftliche Forschung und Kodifikation auf allen Gebieten des Tanzes (Sammlung und Archivierung einschlägigen Materials einschl. Bibliothek, Filmothek und Diskothek)“, so ein Prospekt, gehörte zu den Aufgaben des neuen Hochschulinstituts. Zu Beginn unterrichteten neben Milloss und Oscar Fritz Schuh acht weitere Dozenten (fünf von ihnen promoviert) und acht Gastdozenten. Da für diese Studienrichtungen – wie damals üblich – Studiengebühren anfielen und die Zahl der Studenten gering war, konnte sich der Hochschulbereich des Institutes nicht langfristig halten. Die wissenschaftlichen Fächer wurden in stark reduziertem Umfang in der Ausbildung der Tänzer weiterhin gelehrt, so ab Mitte der 1960er Jahre beispielsweise von Kurt Peters (Tanzgeschichte, Kulturgeschichte, Kinetographie) und Gerhard Zacharias.
In der DDR forderte Kurt Petermann im Jahr 1977 einen systematischen Aufbau der Tanzwissenschaft und sah dafür drei Möglichkeiten: entweder an einer Universität (Berlin oder Leipzig) in der Sektion Gesellschaftswissenschaft als eigener Bereich, oder an der Theaterhochschule „Hans Otto“ als wissenschaftliche Abteilung des Choreographiestudiums, oder durch Ausbau des von ihm geleiteten Tanzarchivs zur zentralen Forschungsstelle für Tanzwissenschaft, mit dem Ziel, „[...] den Anschluß an die internationale Entwicklung nicht [zu] verlieren, sondern entsprechend unserem sozialistischen Gesellschaftssystem durch künstlerische Höchstleistungen diese mit[zu]bestimmen.“ An der Theaterhochschule Leipzig gab es 1986 und 1988 für jeweils vier Studenten die Möglichkeit, sich für einen Studiengang Theaterwissenschaften mit der Spezialisierung Tanzwissenschaft einzuschreiben, der den Abschluss „Diplomtheaterwissenschaftler (spezialisiert für Tanzwissenschaft)“ anbot. Nach der Wende 1991 wurde er zum Nebenfach herabgestuft und ging 1992 im Zuge der Aufteilung und Auflösung der Hochschule nach dem Sächsischen Hochschulstrukturgesetz ganz verloren.
Impulsgebend für die weitere Entwicklung in Deutschland wirkte sich ein 1988 vom Internationalen Theaterinstitut veranstaltetes Symposium Beyond Performance: Dance Scholarship Today in Essen mit 160 Teilnehmern aus 38 Ländern aus.

### Studium: Gegenwart
Berlin: Die FU Berlin bietet im Fachbereich Philosophie und Geisteswissenschaft beim Institut für Theaterwissenschaft einen nicht-konsekutiven Masterstudiengang an, u. a. mit diesen Modulen:
- Theorie und Ästhetik
- Historizität und Historiographie
- Tanz, Künste und Medien
- Forschungspraxis.

Köln: Die erste Professur für Tanzwissenschaft im deutschsprachigen Raum wurde Ende der 1990er Jahre an der Staatlichen Hochschule für Musik Köln eingerichtet. Im dortigen Zentrum für Zeitgenössischen Tanz ist das Fach Tanzwissenschaft fester Bestandteil im Bachelor-Studiengang Tanz. Seit dem WS 2010/2011 wird hier ein nicht-konsekutiver Masterstudiengang in Tanzwissenschaft angeboten, u. a. mit diesen Modulen:
- Methoden der Tanzwissenschaft
- Tanzhistoriographie
- Komposition, Choreografie und Dramaturgie.[9]

An der Hochschule für Musik und Tanz Köln besteht die Möglichkeit, im Fach Tanzwissenschaft zu promovieren.
Hamburg: An der Universität Hamburg wird an der Fakultät für Erziehungswissenschaft, Psychologie und Bewegungswissenschaft und der Fakultät für Geistes- und Kulturwissenschaften ein postgradualer Studiengang Master of Arts in Performance Studies angeboten. Performance Studies ist ein wissenschaftlich-künstlerischer Studiengang und verbindet in den Bereichen Performance, Bewegung und Tanz
- kultur- und sozialwissenschaftliche Reflexion
- künstlerische Praxis
- ästhetische Bildung.

Der Studiengang Performance Studies wird zum Wintersemester 2023/24 eingestellt.
Gießen / Frankfurt am Main: An der Universität Gießen wurde 2008 eine zunächst auf drei Jahre befristete Professur für Tanzwissenschaft zum Aufbau, zur Durchführung und zur Leitung des MA-Studiengangs „Choreographie und Performance“ eingerichtet, der gemeinsam vom Institut für Angewandte Theaterwissenschaft der Justus-Liebig-Universität Gießen und der Hochschule für Musik und Darstellende Kunst Frankfurt am Main entwickelt und angeboten wird.
München, Leipzig, Bochum: Ein tanzwissenschaftliches Lehrangebot gibt es namentlich auch an den theaterwissenschaftlichen Instituten der Ludwig-Maximilians-Universität München, der Universität Leipzig und der Ruhr-Universität Bochum.
Salzburg: Die Abteilung Musik- und Tanzwissenschaft der Universität Salzburg bietet das interdisziplinäre Studium beider Fächer an. Dabei kann der Schwerpunkt auf die Verknüpfung von Musik- und Tanzwissenschaft gelegt werden oder auf eines der beiden Fächer. Das Zusammenwirken von Tanz- und Musikwissenschaft forciert ein innovatives kulturwissenschaftliches Konzept mit zahlreichen Anschlussmöglichkeiten. Schwerpunkte des Salzburger Profils sind einerseits die ästhetische Vielfalt der Formate (wie Oper, Ballett, Performance, Musical), andererseits die Verschriftlichung und Medialisierung von Musik und Tanz. Das Angebot umfasst einen:
- Bachelor of Arts in Musik- und Tanzwissenschaft sowie
- Master of Arts in Performativer und Intermedialer Musik- und Tanzwissenschaft, basierend auf den drei Achsen Szene - Medien - Transdisziplinarität

An die Abteilung sind die Derra de Moroda Dance Archives angeschlossen, die für Forschung und Lehre zur Verfügung stehen.
Bern: Im deutschsprachigen Raum wird Tanzwissenschaft außerdem an der Universität Bern gelehrt. 2007 wurde am dortigen Institut für Theaterwissenschaft eine Professur für Tanzwissenschaft eingerichtet und kann ein Masterabschluss mit dem Schwerpunkt Tanzwissenschaft erworben werden. Die Module des Studiums sind:
- Geschichte/-historiografie, Theorie und Ästhetik (Bachelor)
- Wissenschaft, Praktiken und Kritik (Master)

Das Deutsche Tanzarchiv Köln stellt im Internet Seiten zur Verfügung, auf denen die Themen von in Arbeit befindlichen deutschsprachigen Masterarbeiten und Dissertationen aus allen Bereichen der Tanzwissenschaft bekannt gegeben werden können; ferner eine Mailingliste, um auf tanzwissenschaftliche Symposien, Buchneuerscheinungen, Stellenausschreibungen etc. hinzuweisen.

## Struktur
Die Tanzwissenschaft hat sich in Deutschland während der 1980er und 1990er Jahre insbesondere aus der Theaterwissenschaft heraus entwickelt. Deren Strukturen eigneten sich aber ebenso wenig wie die der Musikwissenschaft für eine Übertragung auf die Tanzwissenschaft. Alle bisher erstellten theoretischen Gliederungen des Fachs – darunter umfangreiche Modelle, die beispielsweise von einer parallelen dreigleisigen Struktur einer Allgemeinen, einer Systematischen sowie einer Vergleichenden Tanzwissenschaft ausgingen – haben sich in der Praxis nicht etablieren können. Auch die im Bezug auf die 1980er Jahre für Deutschland festgestellte grundsätzliche Unterscheidung zwischen einer historisch-kritischen und einer tanzanalytisch-kritischen Richtung in der Tanzwissenschaft war (durch eine Verschmelzung der beiden) nicht von Dauer. Insgesamt gesehen ist die Tanzwissenschaft durch ihren interdisziplinären Charakter und die Vielzahl methodischer Ansätze als ein überaus flexibles und sich mit aktuellen Diskursen weiterentwickelndes Fach gekennzeichnet.

## Forschung
Die tanzwissenschaftliche Forschung wird in universitären und außeruniversitären Institutionen und von Privatpersonen betrieben. In Köln rief Rolf Garske 1985 zur Gründung eines Deutschen Tanzrates auf; hierbei fanden ab Dezember 1985 mehrere Arbeitstreffen der Sektion Tanzwissenschaft im zu gründenden Deutschen Tanzrat statt, aus denen sich im Mai 1986 die Gesellschaft für Tanzforschung e. V. konstituierte. Ein Zentrum für Bewegungsforschung hat Gabriele Brandstetter mit dem Preisgeld des Gottfried-Wilhelm-Leibniz-Preises der DFG an der FU Berlin im Jahr 2004 eingerichtet.

## Tanzwissenschaftspreis
Das Ministerium für Innovation, Wissenschaft, Forschung und Technologie des Landes Nordrhein-Westfalen und das Deutsche Tanzarchiv Köln in Zusammenarbeit mit der Hochschule für Musik und Tanz Köln fördern mit dem Tanzwissenschaftspreis NRW die Tanzwissenschaft in Deutschland. Der Preis soll dazu beitragen, die Grundlagen und Strukturen tanzwissenschaftlicher Forschung in Deutschland zu stärken. Er wurde bisher 2001, 2006, 2011 und 2016 verliehen.

### Buchreihen zur Tanzwissenschaft
- Tanzforschung. Jahrbuch. Veröffentlicht von der Gesellschaft für Tanzforschung e. V., Köln. Noetzel, Wilhelmshaven, Band 1, 1990 (1991)ff.; seit Bd. 10: LIT, Münster 2000ff, ISBN 3-8258-4448-X.
- Terpsichore. Tanzhistorische Studien. Herausgegeben von Walter Salmen für das Deutsche Tanzarchiv Köln. Georg Olms, Hildesheim, Band 1, 1997ff, ISBN 3-487-10440-7, ISSN 1434-0771.
- Studien und Dokumente zur Tanzwissenschaft. Hrsg. vom Deutschen Tanzarchiv Köln. Lang, Frankfurt am Main, Band 1, 1998ff, ISBN 3-631-33057-X, ISSN 1432-3354.
- Tanzwissenschaft. Lit, Münster, Band 1, 2004ff.
- TanzScripte. Transcript, Bielefeld 2005ff.

### Bibliographien zur Tanzwissenschaft
- Bibliographie deutschsprachiger Hochschulschriften zur Tanzwissenschaft und Tanzforschung